# مریم نبی‌یوا
مریم سعیدالله‌یونا نبی‌یوا (به تاجیکی: Майрам Саидуллоевна Набиева؛ زادهٔ حدود ۱۹۳۷ – درگذشتهٔ ۲۸ دسامبر ۲۰۱۷) بانوی اول تاجیکستان از سال ۱۹۹۱ تا ۱۹۹۲ و همسر اولین رئیس‌جمهور منتخب این کشور، رحمان نبی‌اف بود.

## مرگ
نبی‌یوا در ۲۸ دسامبر ۲۰۱۷ در سن هشتادسالگی، بر اثر استنشاق دود طی آتش‌سوزی خانه‌اش در خجند، درگذشت. پروندهٔ این آتش‌سوزی به علت احتمال آتش‌افروزی عمدی مورد تحقیق و بررسی واقع شد.